# 화인 (민족)
화인(일본어: 和人 와진[*])은 일본인 혹은 야마토 민족이 자신들을 아이누와 구별하기 위한 용어이다.

## 같이 보기
- 마쓰마에번
- 원국봉행
- 홋카이도 (율령제)